# Gladstone Chaves de Melo
Gladstone Chaves de Melo (Campanha, 12 de junho de 1917 — Rio de Janeiro, 7 de dezembro de 2001) foi um advogado, filólogo, escritor e político brasileiro.

## Biografia
Formou-se em Filosofia e Direito pelas respectivas faculdades da Universidade do Brasil, atual UFRJ, tendo sido professor catedrático de várias universidades. Recebeu o Doutoramento Honoris Causa da Universidade de Coimbra em 1996, juntamente com o escritor Vergílio Ferreira.
Foi lingüista internacionalmente conhecido. Membro da Academia Brasileira de Filosofia, publicou inúmeros trabalhos sobre essa matéria. Por duas vezes foi adido cultural do Brasil em Lisboa. 
Na política, elegeu-se vereador pelo então Distrito Federal (1958 - última legislatura) e posteriormente, deputado à Constituinte do Estado da Guanabara pela legenda da UDN (1960 - 1963). Foi deputado à Assembléia do mesmo Estado. 

## Obras
- A língua do Brasil  (1946)
- A actual decadência da língua literária (1946)
- Iniciação à filologia portuguêsa  (1950)
- Machado de Assis, defensor do homem (1964)
- Cultura : etimologia da palavra : sentido primitivo e alterações semânticas (1967)
- A nomenclatura gramatical: o problema da ortografia : a unificação da nomenclatura científica e técnica (1968)
- A herança portuguesa na cultura brasileira  (1970)
- O enriquecimento da língua em José de Alencar (1971)
- Novo manual de análise sintática : (racional e simplificada) (1971)
- Alencar e a língua brasileira : seguida de Alencar, cultor e artífice da língua (1972)
- A presença africana na cultura brasileira (1972)
- A língua de Camões e a linguagem brasileira (1973)
- La place du Portugais parmi les langues romanes (1974)
- Origem, formação e aspectos da cultura brasileira (1974)
- Iniciação à filologia e à linguística portuguesa (1975)
- Ensaio de estilística da língua portuguesa (1976)
- Gramática fundamental de língua portuguesa : de acordo com a nomenclatura gramatical brasileira (1978)
- As regras de bem viver em "Os Lusíadas" (1984)
- Frei Luís de Sousa, mestre da prosa artística portuguesa  (1987)
- Uma interpretação do episódio do "Velho do Restelo"  (1985)
- Em torno de "O Monge e o Passarinho" (1988)